# Betar Illit
Betar Illit oder Beitar Illit (hebräisch ביתר עילית) ist eine Stadt und israelische Siedlung im Westjordanland. Sie wurde 1985 gegründet und liegt 10 Kilometer südwestlich von Jerusalem, rund 5 Kilometer westlich von Bethlehem und 8 Kilometer westlich vom Etzion Block (Gusch Etzion), dem sie zugerechnet wird, und erstreckt sich über mehrere Hügel des Judäischen Berglands. Die Einwohnerzahl beträgt 63.251 (Stand: Januar 2022). 2019 zählte die Stadt 59.270 Einwohner.
Betar Illit war 2016 mit 51.636 Einwohnern, größtenteils ultraorthodoxe Juden, in Israel als Haredim bezeichnet, die zweitgrößte israelische Siedlung im Westjordanland. Sie liegt 0,4 Kilometer östlich der Grünen Linie und befindet sich westlich des Sperrzauns.

## Name
Betar Illit, deutsch Ober-Betar hat seinen Namen von der Festung Betar, der letzten jüdischen Bastion im Bar-Kochba-Aufstand gegen die Römer, die im Jahr 135 zerstört wurde. In unmittelbarer Nähe der Ruinen befindet sich die palästinensische Ortschaft Battir.

## Geschichte
Betar Illit war die erste Ortschaft jenseits der Grünen Linie, die für ultraorthodoxe Juden geplant wurde, deren Ansiedlung im Rahmen des Allon-Plans in Siedlungen rund um Jerusalem von der linksgerichteten Arbeitspartei (Awoda) unter Jitzchak Rabin in den 1970er Jahren gefördert wurde. Die Siedlung wurde offiziell 1985 gegründet, jedoch erst ab etwa 1990 besiedelt. Das anfänglich langsame Wachstum nahm nach 1995 stark zu, nachdem sich die Distanz zu Jerusalem durch die 1995 eröffnete Schnellstraße (Tunnel Road) auf 10 Kilometer reduziert hatte. Im Jahr 2002 hatte Betar Illit bereits mehr als 17.000 Einwohner und wurde zur Stadtverwaltung erhoben. Sowohl der Konvergenzplan (2008) von Ehud Olmert als auch der Trump-Friedensplan (2020) sahen im Falle eines Friedensvertrags mit den Palästinensern die Angliederung von Betar Illit an Israel vor.

## Geographie
Betar Illit liegt auf einer Höhe von etwa 950 Metern über dem Meeresspiegel im Hügelland des biblischen judäischen Berglands, rund 5 Kilometer westlich von Bethlehem und 10 Kilometer südwestlich von Jerusalem. Die Stadt erstreckt sich über mehrere Hügel. An ihrem nördlichsten Punkt ist sie etwa 0,4 Kilometer von der Grünen Linie entfernt, am südlichen Ende mehr als 2,5 Kilometer. Obwohl 8 Kilometer vom Gusch Etzion entfernt, wird die Stadt dem Etzion Block zugerechnet. Mit Tel Aviv ist Betar Illit über die Straße 375 von Bethlehem Richtung Elah Tal verbunden, mit Jerusalem über die Schnellstraße 60 (Highway 60).

## Bevölkerung
Die Einwohner von Betar Illit sind fast ausschließlich ultraorthodoxe Juden, in Israel Haredim genannt.
Die Bevölkerung wuchs von 2000 bis 2005 um 70 Prozent und von 2004 bis 2009 um 46 Prozent auf 36.400 Einwohner, 2009 betrug das Wachstum rund 6,5 Prozent; das bebaute Gebiet der Stadt hat sich in der Zeit von 2001 bis 2009 mehr als verdoppelt. Die Bevölkerung ist insgesamt sehr jung, 2007 waren 62,6 Prozent jünger als 17 Jahre alt. Ende 2010 zählte Betar Illit 37.575 Einwohner.

## Bürgermeister
- Meir Rubenstein seit 2007
- Yitzchak Pindrus 2002–2007

## Landfrage
Nach einem Bericht der israelischen Organisation Schalom Achschaw befinden sich 15,2 Prozent des Landes, auf dem die Stadt errichtet wurde, in palästinensischem Privatbesitz, was gegen israelisches Recht verstößt. Seit einem Urteil des Obersten Israelischen Gerichts aus dem Jahr 1979 dürfen keine israelischen Siedlungen auf Land gebaut werden, das sich in palästinensischem Privatbesitz befindet. Die israelische Militärverwaltung in den besetzten Gebieten, auf deren Statistiken sich der Bericht stützt, bestreitet jedoch, dass der Bericht die Realität korrekt wiedergibt.

## Kontroversen
In der Nähe von Betar Illit lebende Palästinenser (im Dorf Nahalin) werfen den jüdischen Siedlern vor, ihre Abwässer ungefiltert auf palästinensischen Feldern zu entsorgen.
2013 wehrten sich die Bewohner des palästinensischen Dorfes Battir gerichtlich gegen die Pläne Israels, die Sperranlagen durch ihr Dorf zu bauen. Vertreter der Siedlung Betar Illit versuchten, gegen die palästinensische Klage vorzugehen, weil dies Pläne, Betar Illit zu vergrößern, zuwiderlaufen würde.